# Limitless
Limitless is een Amerikaanse sciencefiction-thriller uit 2011 onder regie van Neil Burger. Het verhaal hiervan is gebaseerd op dat uit het boek The Dark Fields (2001) van Alan Glynn. Limitless werd genomineerd voor onder meer de Saturn Award voor beste sciencefictionfilm en de People's Choice Award voor favoriete dramafilm. Componist Paul Leonard-Morgan werd voor zijn soundtrack genomineerd voor de prijs voor de ontdekking van het jaar op de World Soundtrack Awards 2011.

## Verhaal
Eddie Morra (Bradley Cooper) is een New Yorkse schrijver die vanwege een writer's block een deadline dreigt niet te halen. Zijn vriendin Lindy (Abbie Cornish) weigert hem nog langer financieel te ondersteunen en verlaat hem. Op een dag ontmoet hij drugdealer Vernon Gant (Johnny Whitworth), de broer van zijn ex-vrouw Melissa (Anna Friel). Deze verstrekt hem een nieuwe smart drug, NZT-48, waarvan hij beweert dat deze goedgekeurd is door de autoriteiten. De drug zou ervoor zorgen dat de gebruiker zijn gehele hersencapaciteit in één keer kan benutten.
Eddie neemt de pil in en ondergaat het overweldigende effect ervan: zo kan hij zich onder meer alles herinneren wat hij ziet of hoort en kan hij heel snel nieuwe dingen leren. In een mum van tijd schrijft hij negentig pagina's voor zijn boek. Eddie wil meer NZT-48 en gaat bij Vernon langs, die bekent dat de drug helemaal niet goedgekeurd is. Later treft Eddie hem dood aan, maar hij vindt tevens een voorraad van de drug. Hiermee is hij in staat om beurskoersen te voorspellen en zo weet hij van $100.000, geleend van een Russische crimineel, in enkele dagen twee miljoen te maken. Op basis van dit succes komt hij in contact met zakenman Carl Van Loon (Robert De Niro), die Eddies advies wil inzake een fusie.
Eddie begint echter te merken dat de magische NZT-48 ook verontrustende bijwerkingen heeft. Hij heeft black-outs en herinnert zich soms niet hoe hij op een bepaalde plaats terechtkomt of wat hij de afgelopen uren heeft gedaan en dit zouden wel eens gruwelijke daden kunnen zijn. Daarnaast moet hij steeds zijn dosissen die hij van de drug binnen krijgt opdrijven, want zodra hij een korte tijd geen nieuwe dosis neemt, krijgt hij barstende hoofdpijn en moet hij braken. Eddie ontdekt steeds meer over de smart drug en de effecten die het heeft op de gebruikers ervan, maar anderen geraken ook uiterst geïnteresseerd in de voorraad die Eddie in zijn bezit heeft en zij zitten hem op de hielen.

## Rolverdeling
| Acteur            | Personage            | Opmerkingen                                       |
| ----------------- | -------------------- | ------------------------------------------------- |
| Bradley Cooper    | Edward 'Eddie' Morra | schrijver                                         |
| Abbie Cornish     | Lindy                | Eddies (ex-)vriendin                              |
| Robert De Niro    | Carl Van Loon        | zakenman                                          |
| Anna Friel        | Melissa Gant         | Eddies ex-vrouw                                   |
| Johnny Whitworth  | Vernon Gant          | Melissa's broer, drugdealer                       |
| Richard Bekins    | Hank Atwood          | baas van het bedrijf waarmee Van Loon wil fuseren |
| Ned Eisenberg     | Morris Brandt        | jurist                                            |
| Andrew Howard     | Gennady              | Russisch crimineel                                |
| Tomas Arana       | man in bruine jas    |                                                   |
| Patricia Kalember | Mrs. Atwood          |                                                   |
| T.V. Carpio       | Valerie              |                                                   |
| Robert John Burke | Don Pierce           |                                                   |